# Siegfried Peak
Der Siegfried Peak ist ein Berg in der Asgard Range im ostantarktischen Viktorialand. Gemeinsam mit dem südlich gelegenen Siegmund Peak bildet er einen Bergsattel an der Ostseite des Eingangs zum Odin Valley.
Das New Zealand Antarctic Place-Names Committee benannte ihn nach Siegfried, dem Helden der Nibelungensage.